# Jan Kochanowski

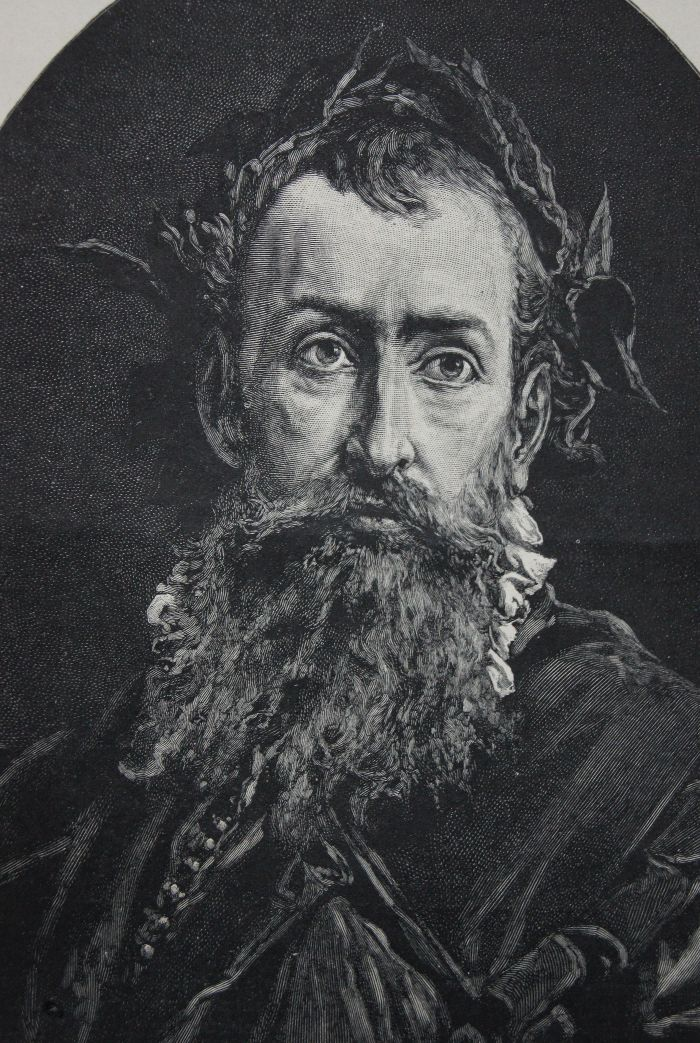
Jan Kochanowski

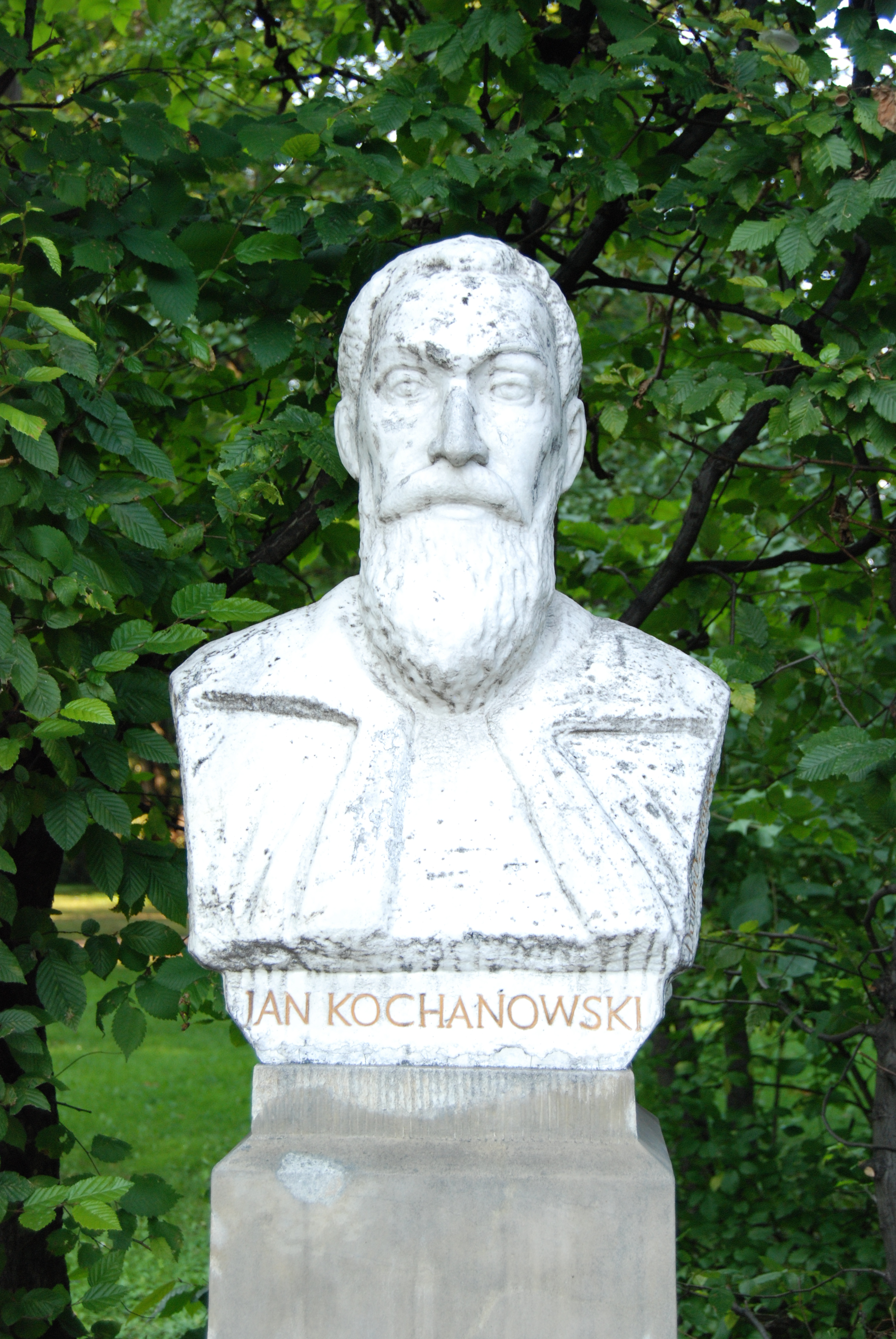
Pomník Jana Kochanowského v Krakově

Jan Kochanowski (1530 Sycyn, Radom – 22. srpna 1584 Lublin) byl polský renesanční básník.

## Životopis
Jeden z nejvýznamnějších polských renesančních básníků se narodil roku 1530 v Sycyně v šlechtické rodině (otec zastával funkci soudce). Od roku 1544 studoval na Krakovské univerzitě. Pravděpodobně kolem roku 1549 univerzitu opustil a přestěhoval se do Wroclawi. Na začátku 50. let 16. století pobýval v Královci, kde vytvořil svoje nejstarší dodnes dochované dílo (latinské epigramy věnované Stanislavu Grzepskiemu, zapsané na vnitřní straně rukopisu Tragédie od římského básníka a filozofa Senecy). Brzy se Kochanowski přestěhoval do italské Padovy, kde až do roku 1555 studoval filozofii, latinu, řečtinu a antickou literaturu na místní univerzitě. Mimo jiné byl zde jmenován do funkce „konciláře“ národa polského, tj. zástupce Poláků na půdě univerzity. V následujících třech letech několikrát znovu vycestoval do zahraničí (Itálie, Francie), aby se definitivně vrátil do vlasti v květnu roku 1559.
Roku 1563 začal pracovat ve službách korunního podkancléře Piotra Myszkowského, díky čemuž získal hodnost královského sekretáře. Krátce působil i na dvoře krále Zikmunda II. Augusta.
V roce 1574 Kochanowski zakoupil ves Chechły poblíž Czarnolasu, kde se natrvalo usadil; odtud získal přídomek „básník z Černolesí“. O rok později se i oženil s Dorotou Podlodovskou z Przytyka. Ta mu přivedla na svět dcery Uršulu a Hanu. 
Umřel v srpnu roku 1584 (pravděpodobně na mozkovou mrtvici) v Lublině, kam přijel na zasedání senátorů svolané králem Štepánem Bathorym.

## Tvorba
U Kochanovského lze určit tři období tvorby.

### Období cest a studií (někdy také tzv. padovské období či léta mladosti): 1544–1559
První Kochanovského díla vznikala za hranicemi Polska kolem roku 1555. Důležitým obdobím pro mladého básníka byl pobyt v italské Padově (1555–1560), kde se seznámil např. s Andrzejem Patrycym Nideckim, Andrzejem Dudyczem a Stanisławem Fogelwederem. Kolem roku 1580 napsal tři latinské sbírky: Do ojca świętego, Elegarium libry IV a Foricoenia sive Epigrammatum libellus. V tomto období tvořil také elegie, erotické písně a epigramy (viz latinské sbírky Elegia magista amoris, Epitaphium Cretcovii).
Mezi jeho první polské texty patří epicedium O śmierci Jana Tarnowskiego … do syna jego…Jana Krzysztofa, které vyšlo tiskem v roce 1561 v Krakově.
Další díla z tohoto období jsou např. poema Zuzana nebo hymnus Czego chcesz od nas, Panie.

### Dvorské (krakovské) období: 1559–1574
Dvorské období patří hlavně epigramům a písním. Jedny z prvních se jmenují Zgoda a Satyr (básnicko-publicistické s politickými prvky). Kolem roku 1564 Kochanovský napsal téměř třísetveršovou báseň nazvanou Pamiątka wszystkimi cnotami hojnie obdarzonemu Janowi Baptyście hrabi na Tęczynie. Přeložil také třetí část Homérovy Iliady. Další díla tohoto období jsou Szachy a v neposlední řadě první polské drama Odprawa posłów greckich (1578), skrývající aluze na aktuální politickou situaci v Polsku.
Pravděpodobně kolem roku 1567 Kochanovský napsal báseň Muza (druh básnického manifestu). V roce 1586 vyšla sbírka písní Pieśni… księgi dwoje, která obsahuje známé písně jako např. Pieśń swiętojańska o Sobótce, Czego chcesz od nas, Panie a Pamiątka wszystkimi cnotami hojnie obdarzonemu Janowi Baptyście hrabi na Tęczynie.
Epigramy a frašky psal Kochanovský celý život. Souborně vyšly v Krakově roku 1584. Mezi nejznámější frašky patří např. Do gościa, O żywocie ludzkim, O kaznodziei, O doktorze Hiszpanie, O Rzymie, Do dziewki, O miłości, Do Anny.

### Czarnoleské období (život v ústraní na usedlosti Czarnolas): 1574–1584
V tomto období žil Kochanovský spíše v ústraní, přesto napsal významná díla jako např.: Psałterz Dawidów. Jedná se o parafráze a překlady starozákonních žalmů.
Nejvýznamnější dílo nazvané Treny sepsal Kochanowski po tragické smrti své nejmladší dcery, vyšlo tiskem v Krakově v roce 1580. Jedná se o soubor devatenácti veršů, které jsou očíslovány římskými číslicemi. Námětem sbírky je úmrtí milované dcery Voršilky, které však tvoří prostor pro filozofické úvahy nad smyslem utrpení a bolesti. Lyrický subjekt se často odvolává k mytologickým postavám (Niobé, Sapfó). V jednotlivých básních se střídají pocity jako smutek, hněv a zoufalství, obviňování Boha z jeho krutosti. V závěru cyklu lyrický subjekt dochází ke smíření s vlastním osudem.

## České překlady
- KOCHANOWSKI, Jan. Žalozpěvy. Praha: Odeon, 1984. Přeložil J. Pilař.
- KOCHANOWSKI, Jan. Šachy. Praha: Odeon, 1979.
- KOCHANOWSKI, Jan. Renesanční loutna. Vyd. 1. Praha: Odeon, 1971. Přeložili J. Pilař a E. Sojka.